# Cantone di Tonnay-Boutonne
Il Cantone di Tonnay-Boutonne era una divisione amministrativa dell'arrondissement di Saint-Jean-d'Angély.
A seguito della riforma approvata con decreto del 27 febbraio 2014, che ha avuto attuazione dopo le elezioni dipartimentali del 2015, è stato soppresso.

## Composizione
Comprendeva i comuni di:
- Annezay
- Chantemerle-sur-la-Soie
- Chervettes
- Nachamps
- Puy-du-Lac
- Puyrolland
- Saint-Crépin
- Saint-Laurent-de-la-Barrière
- Saint-Loup
- Tonnay-Boutonne
- Torxé